# Yasmany López
Yasmany López Escalante (sinh ngày 11 tháng 10 năm 1987) là một cầu thủ bóng đá người Cuba, thi đấu ở vị trí tiền vệ cho Ciego de Ávila.

## Sự nghiệp quốc tế
Anh ra mắt quốc tế cho Cuba vào tháng 7 trong trận đấu tại Cúp Vàng CONCACAF 2013 trước Belize và tính đến tháng 1 năm 2018, có tổng cộng 18 lần ra sân, ghi 1 bàn thắng. Anh đại diện quốc gia trong 14 trận đấu tại Vòng loại giải vô địch bóng đá thế giới  và thi đấu 2 trận tại Cúp Vàng CONCACAF.

### Bàn thắng quốc tế
Tỉ số và kết quả liệt kê bàn thắng của Cuba trước.
| Bàn thắng | Thời gian            | Địa điểm                                         | Đối thủ | Tỉ số | Kết quả | Giải đấu                |
| --------- | -------------------- | ------------------------------------------------ | ------- | ----- | ------- | ----------------------- |
| 1.        | 13 tháng 11 năm 2014 | Montego Bay Sports Complex, Montego Bay, Jamaica | Curaçao | 2–1   | 3–2     | Cúp bóng đá Caribe 2014 |